# Եւ
La և, utilizzata solo nella forma minuscola, è la trentasettesima lettera dell'alfabeto armeno. Il suo nome è և, ew (armeno: [jɛv]). La lettera è una legatura delle lettere eč (ե) e hyown (ւ).
Quando è necessario utilizzare la forma maiuscola, questa lettera viene rimpiazzata dalla combinazione Եվ.
Rappresenta foneticamente la combinazione [jɛv] quando si trova all'inizio di parola, mentre in posizione mediale e finale rappresenta la combinazione [ɛv].

## Codici
- Unicode:
  - Minuscola և : U+0587